# Шармон ан Бос
Шармон ан Бос (фр. Charmont-en-Beauce) насеље је и општина у централној Француској у региону Центар (регион), у департману Лоаре која припада префектури Питивје.
По подацима из 2005. године у општини је живело 359 становника, а густина насељености је износила 19,9 становника/km². Општина се простире на површини од 18,05 km². Налази се на средњој надморској висини од 129 метара (максималној 134 m, а минималној 106 m).

## Демографија
| 1962. | 1968. | 1975. | 1982. | 1990. | 1999. | 2011. |
| ----- | ----- | ----- | ----- | ----- | ----- | ----- |
| 411   | 372   | 365   | 351   | 336   | 330   | 410   |

График промене броја становника у току последњих година